# Frybread

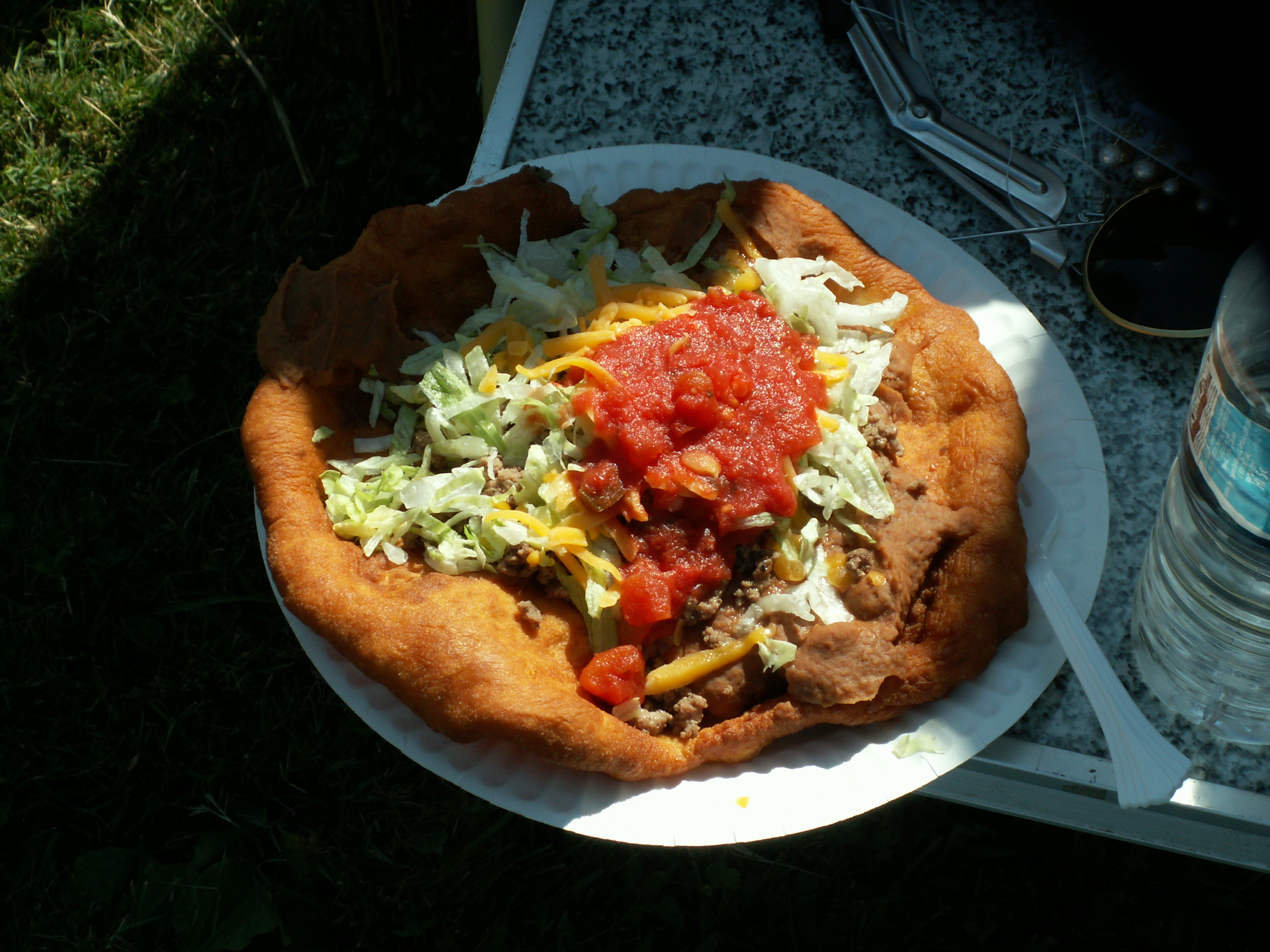
Un taco indiano.

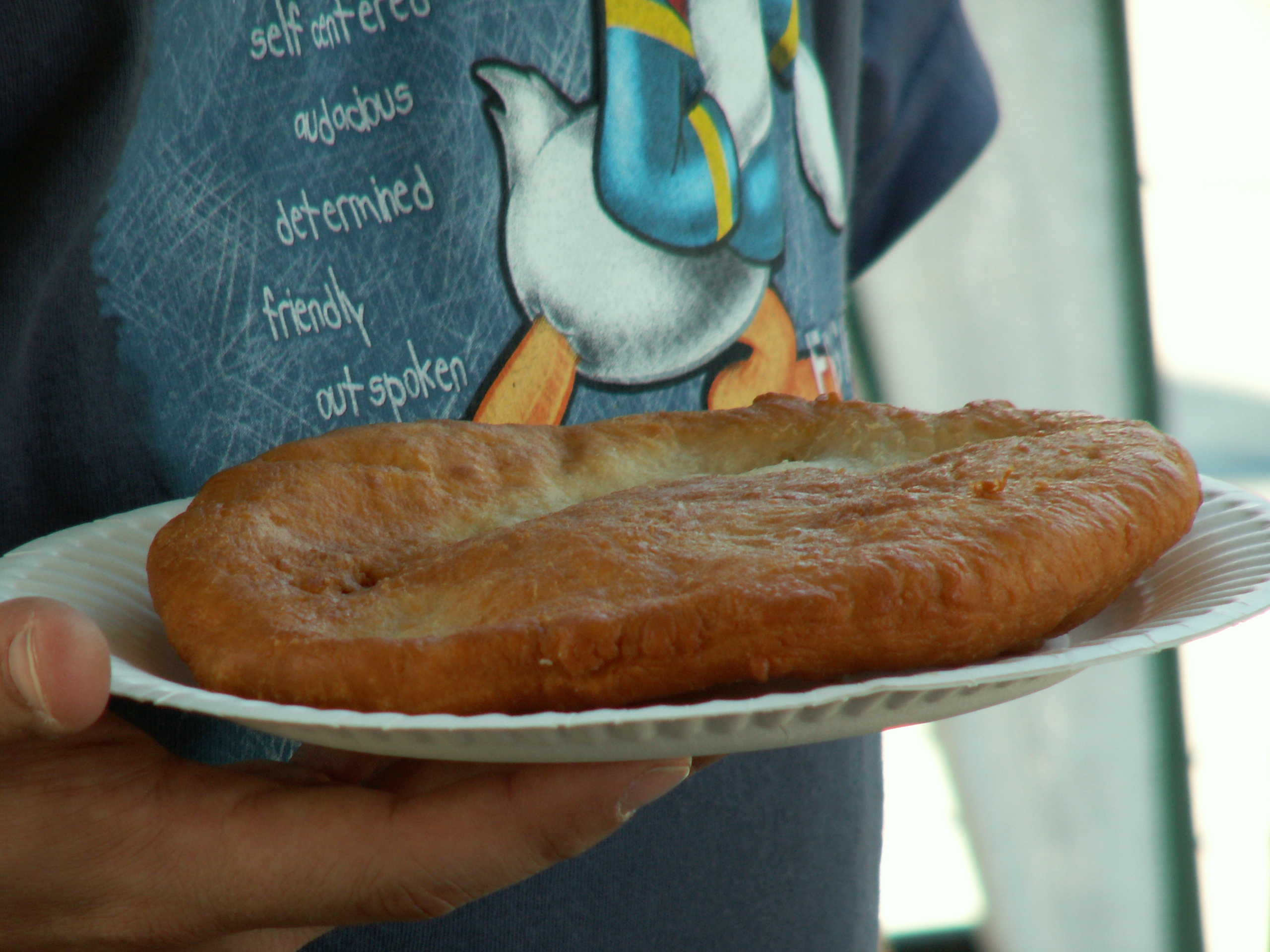
Frybread.

El frybread o fry bread (en inglés ‘pan frito’) es una receta nativa norteamericana. Es una masa plana frita en aceite o manteca, normalmente elevada con levadura o gasificante.
Cubierta con judías, ternera picada o queso rallado, el frybread se sirve como taco indiano o taco navajo. Si se endulza o sirve cubierto de ingredientes dulces como miel o azúcar glas, el frybread es muy parecido a la oreja de elefante o al dulce conocido simplemente como fried dough.
El frybread tiene un papel importante, aunque quizá estereotipado, en la cultura nativa norteamericana. Se sirve frecuentemente en hogares y en reuniones como pow-wows o ferias estatales. Fue nombrado «pan estatal» oficial de Dakota del Sur en 2005. Este mismo año el frybread se convirtió en el centro de una polémica sobre su papel en la obesidad y la diabetes sufridas por los nativos norteamericanos. El Departamento de Agricultura de los Estados Unidos informa que un plato de frybread tiene unas 700 calorías y 27 gramos de grasa.
El frybread fue introducido en Panamá, convietiéndose un plato típico del desayuno, al cual se le conoce con los nombres de hojaldra, hojalda y hojaldre, suele acompañarse con salchicha guisada.  También es conocido en Sudamérica como cachanga, y sopaipilla.  